# Lessons in Love (film, 1921)
Pour les articles homonymes, voir Lessons in Love.
Pour plus de détails, voir Fiche technique et Distribution.
Lessons in Love est un film muet américain réalisé par Chester Withey et sorti en 1921.

## Fiche technique
- Titre : Lessons in Love
- Réalisation : Chester Withey
- Scénario : Grant Carpenter, d'après la pièce de Douglas Murray
- Assistant réalisateur : Doran Cox
- Photographie : Oliver T. Marsh
- Producteur : Constance Talmadge
- Société de production : Constance Talmadge Film Company
- Société de distribution : Associated First National Pictures
- Pays de production :  États-Unis
- Langue : film muet avec les intertitres en anglais
- Format : Noir et blanc — 35 mm — 1,33:1 — Muet
- Genre : Comédie
- Durée : 50 minutes
- Date de sortie : 
  - États-Unis : mai 1921

## Distribution
- Constance Talmadge : Leila Calthorpe
- Flora Finch : Agatha Calthorpe
- James Harrison : Robert Calthrope
- George Fawcett : Hanover Priestley
- Kenneth Harlan : John Warren
- Florence Short : Ruth Warren
- Louise Lee :
- Frank Webster : Henry Winkley